# Séisme de janvier 1968 en Sicile
Le séisme de 1968 en Sicile connu aussi sous le terme italien Terremoto del Belice, est un tremblement de terre d'une magnitude de 6,5 sur l’échelle de Richter (selon l’USGS), survenu dans la nuit du 14 au 15 janvier 1968, qui a touché toute la vallée du Belice, au sud-ouest de la Sicile. Il a touché quatorze communes et entièrement détruit les villes de Gibellina, Poggioreale, Salaparuta et Montevago.

## Contexte
La vallée du Belice, du nom du fleuve Belice qui traverse la Sicile sud-occidentale, est formée de petites collines où sont cultivés la vigne, les oliviers et les céréales.
Traditionnelle et peu industrialisée, cette région pauvre a été l'illustration du retard de Mezzogiorno dès les premières années de la réunification italienne, puis une cible des politiques fascistes de bonification agricole et enfin le terrain de luttes sociales durant l'après-guerre.
La vallée était considérée par Mario Baratta, dans son I terremoti in Italia (1936) qui fait référence à l'époque, comme peu sujette aux tremblements de terre, contrairement à l'est de l'île. Peu de séismes notables avaient touché l'Italie depuis la Seconde Guerre mondiale.
Pourtant, des secousses mineures surviennent dans la journée du 14 janvier, mettant la population en alerte, expliquant le nombre, relativement faible, de victimes.

## Déroulement

L'Italie entre la plaque africaine et européenne.

Des premières secousses, d'une intensité supérieure à VI sur l'échelle de Mercalli, se sont produites dimanche 14 janvier à 13 h 29, suivies de plusieurs autres, plus violentes.
Deux nouvelles secousses atteignent l'intensité VIII et IX dans la nuit du 15 janvier 1968 à 2 h 34 et 3 h 02. Apeurés, les habitants sortent de chez eux, réduisant ainsi le nombre de victimes. Montevago, Gibellina et Salaparuta sont totalement rasés. D'autres secousses de plus en plus faibles sont ressenties dans la nuit et jusqu'au lundi soir.
L'épicentre du séisme se situe entre Gibellina, Salaparuta et Poggioreale. Il touche une zone comprise entre les provinces de Palerme, d'Agrigente et de Trapani.
Dans les jours suivants, des répliques accentuent les dégâts sur des constructions fragilisées. Ainsi, le 25 janvier à 11 heures, une violente secousse ressentie jusqu'à Palerme, Agrigente, Trapani et Partinico, fait quatre morts et une quarantaine de blessés à Gibellina et à Montevago, dont deux pompiers et un carabinier, écrasés à Gibellina par des pans de mur, et provoque la panique de citadins tentant de fuir les villes.

## Dégâts

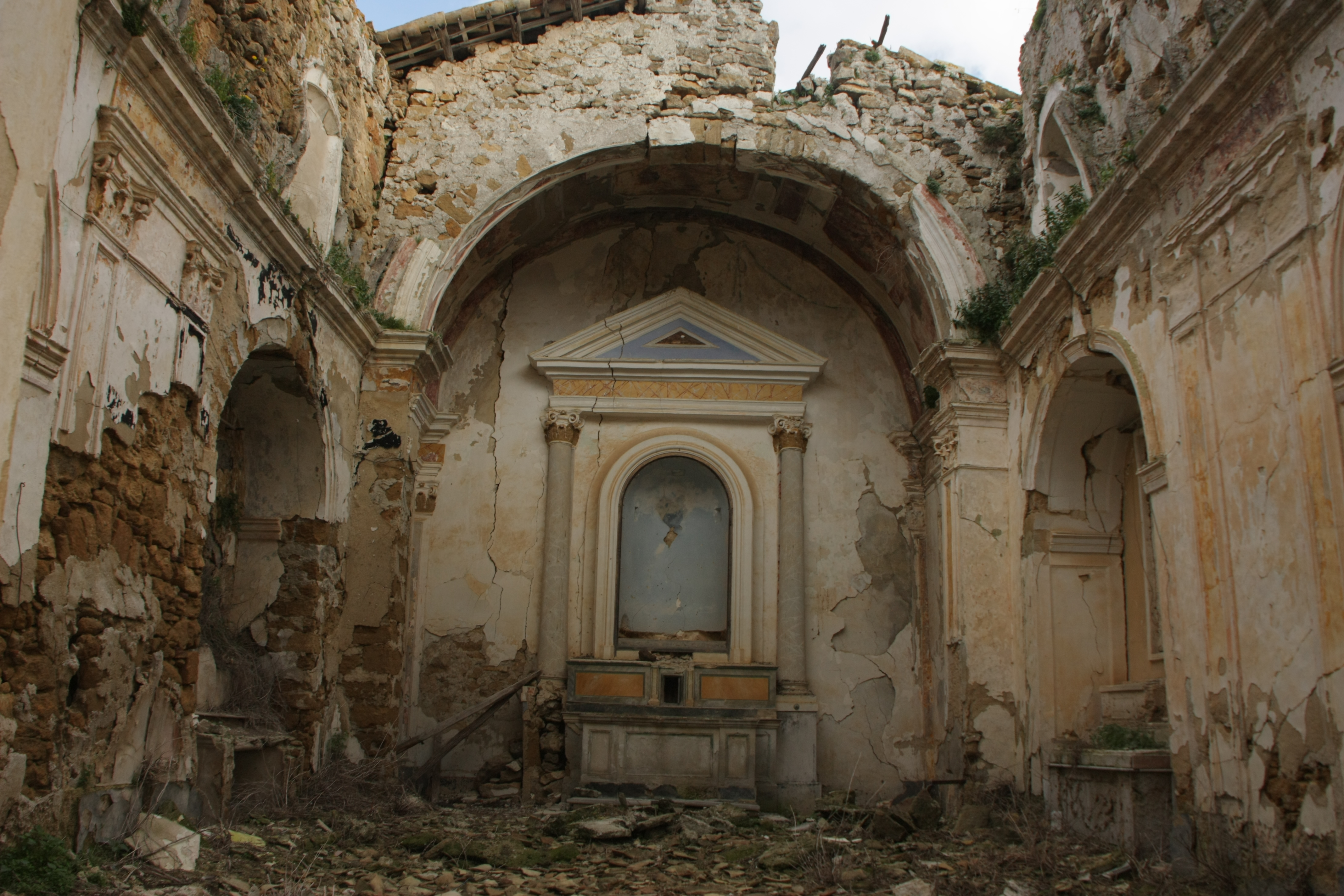
Ruines de la Chiesa di Gesù e Maria, à Poggioreale.

L'intensité reste modérée mais fait de graves dégâts. Dans un triangle reliant Palerme à l'ouest, Trapani à l'est et Menfi au sud, soit une superficie équivalente à un dixième de l’île. Au total, 52 villages sont touchés : quatre villages sont totalement détruits (Gibellina, Salaparuta, Poggioreale et Montevago), cinq autres (Santa Margherita di Belice, Santa Ninfa, Partanna, Salemi et Contessa Entellina) sont fortement touchés et autant plus faiblement (Calatafimi, Camporeale, Menfi, Sambuca et Vita). On dénombre 370 morts, plus de mille blessés et 70 000 sans-abris.
Il faut plusieurs heures pour que l'armée arrive sur place secourir les sinistrés qu'elle héberge sous des tentes.

## Lenteur des secours
Première catastrophe naturelle dans l'Italie de l'après-guerre, elle est très médiatisée, les Italiens découvrant les descriptions et les images dans la presse, les actualités cinématographiques, à la radio et à la télévision. Elle marque les Italiens comme l'exemple de ce qu'il ne faut pas faire en matière de reconstruction.
Face aux délais d'intervention des secours, retardés par les routes coupées et enneigées, l'absence en Italie d'un plan d'urgence de gestion des catastrophes naturelles similaire au plan ORSEC français est critiquée dans la presse, de même que la forte présence du personnel politique à l'approche des élections générales de 1968, alors que les services publics peinent à parer aux missions prioritaires. La défiance envers l'administration publique entraine de multiples aides directes vers des communes, les partis et organismes locaux, ou les sinistrés, de la part de pays étrangers, de municipalités ou de journaux comme la Stampa.
Pour faciliter l'évacuation, des billets de train sont distribués gratuitement et des passeports prestement délivrés, provoquant non seulement un départ temporaire vers les villes de l'Italie qui après un mois renvoient les migrants en Sicile, mais aussi une émigration durable vers le Nord du pays et de l'Europe, fragilisant le dynamisme démographique de la région lors de sa reconstruction.
Des villages de baraquements provisoires, baracopolis, sont construits pour héberger les rescapés. Les murs en tôle et le toit en Eternit amplifient les températures hivernales et estivales plutôt que de les limiter. La mafia tire avantage de la catastrophe, en rachetant à bas prix les biens d'émigrants, en prêtant à des taux d'usure dans l'attente des indemnisations.

## Une longue reconstruction
Alors que les explications techniques avaient dominé après le séisme du 28 décembre 1908 à Messine, aucune étude savante n'est produite après la catastrophe, sinon les deux rapports officiels de l'Institut national de géophysique et du Service géologique national. Plus que par des raisons scientifiques, que sont les sols géologiquement instables et les constructions fragiles, les médias, la classe politique et les sinistrés expliquent la vulnérabilité de la zone par la pauvreté (excusant l'emploi de matériaux de construction inadaptés et légitimant le besoin d'aides publiques extérieures) et le manque d'infrastructures (justifiant la lenteur de l'arrivée des secours et l'incapacité des survivants à reconstruire seuls leurs vies), en s'appuyant sur des discours historiques de sous-développement économique et social de la région et de délaissement étatique. Les principales réponses législatives, régionales (loi de février 1968) et nationales (loi de mars 1968), sont donc un réaménagement territorial visant l'industrialisation, l'urbanisation et à l'équipement de la vallée. Le gouvernement décide également de distribuer des compensations aux survivants qui les utilisent nombreux pour acheter des terres agricoles, provoquant une transformation agricole inattendue de cette vallée, dominée jusqu'aux réformes agraires des années 1950 et 1960 par les latifundia céréalières et la pauvreté paysanne.
Pour financer la reconstruction, une taxe de 10 lires par litre d'essence est appliquée à partir de 1968. En 1995, le gouvernement Dini conserve l'accise, dont le montant sera converti en 0,0051 euro, mais lui retire sa destination spécifique. 
Inspiré de L’urbanistica e l’avvenire delle città de Giuseppe Samonà qui assimile la ville au progrès, l’État imagine une « ville-territoire », rassemblant la population rurale des quatre villages totalement détruits mais les sinistrés s'y opposent, préférant quatre nouveaux centres, conservant dans leurs plans urbains un espace public fonctionnaliste et le modèle des cités-jardins d’Ebenezer Howard. Mal coordonnée et sous-financée, la reconstruction dessinée par Istituto per lo Sviluppo dell’Edilizia Sociale (ISES) et conduite par l'Inspettorato per le Zone Terremotate della Sicilia créé pour l'occasion par le ministère des Travaux publics, prend plus de trois décennies.
Faute de lancement des travaux de reconstruction deux ans plus tard, Ludovico Corrao avec les autres maires des villes détruites (Vito Bellafiore de Santa Ninfa, Giuseppe Montalbano de Sambuca et Mimmo Barile) et des intellectuels, dénoncent les conditions de vie des sinistrés : « Devant cet état des choses qui, depuis deux ans, s’aggrave, nous ressentions, en tant qu’êtres humains et siciliens, le devoir de bouleverser l’opinion publique mondiale, d’où l’invitation lancée à ses représentants à une réunion à Gibellina le soir, entre le 14 et le 15 janvier 1970, deuxième anniversaire du séisme ; pour qu’ils voient, pour qu’ils se rendent compte, pour qu’ils joignent leurs propositions et leurs cris aux nôtres, à ceux des citoyens relégués dans les champs de baraques de la vallée du Belice ». Les villageois manifestent cette nuit-là dans les ruines de Gibellina Vecchia où Renato Guttuso peint La notte di Gibellina, et des proches de Danilo Dolci émettent quelques heures une radio pirate, rapidement arrêtée par les forces de l'ordre. 
En 1973, le magazine Epoca fait le bilan de la promesse de reconstruire rapidement quatorze mille logements, dont onze mille sept cents sur fonds privés avec le concours de l'État et deux mille deux cent soixante-huit sur fonds publics « en cours de construction : six cent dix-sept ; terminés : deux cent quatre-vingt-dix ; remis à l'utilisateur : néant. Cinquante mille personnes continuent à vivre dans des baraquements. ». En janvier 1975, une manifestation à Palerme réclame la reconstruction. Après huit ans d'attente, l’État engage les mesures de relogement et d'indemnisations. 
Les 14 villages les plus touchés sont partiellement ou totalement relocalisés sur des sites en contrebas dans la vallée, reconstruits selon une structure urbaine moderne. Les anciens sites, dont quatre sont déclarés inconstructibles, connaissent des sorts différents, le plus souvent simplement abandonnés, décors de commémorations ultérieures, lieux de parcours touristiques ou site d’œuvres mémorielles. Des musées et expositions (comme dans le hall de la mairie de Santa Ninfa) gardent le souvenir du drame et permettent de reconstruire une identité collective et une cohésion communautaire. Ainsi Gibellina et ses 7000 habitants déménagent à quelques kilomètres, sur des terrains de 40 hectares chèrement rachetés 1 400 millions de lires par l’État aux cousins affairistes et mafieux Ignazio et Antonino Salvo, alors que les ruines accrochées à un coteau sont ensevelies dans une œuvre monumentale de ciment blanc par l'artiste Alberto Buri. 

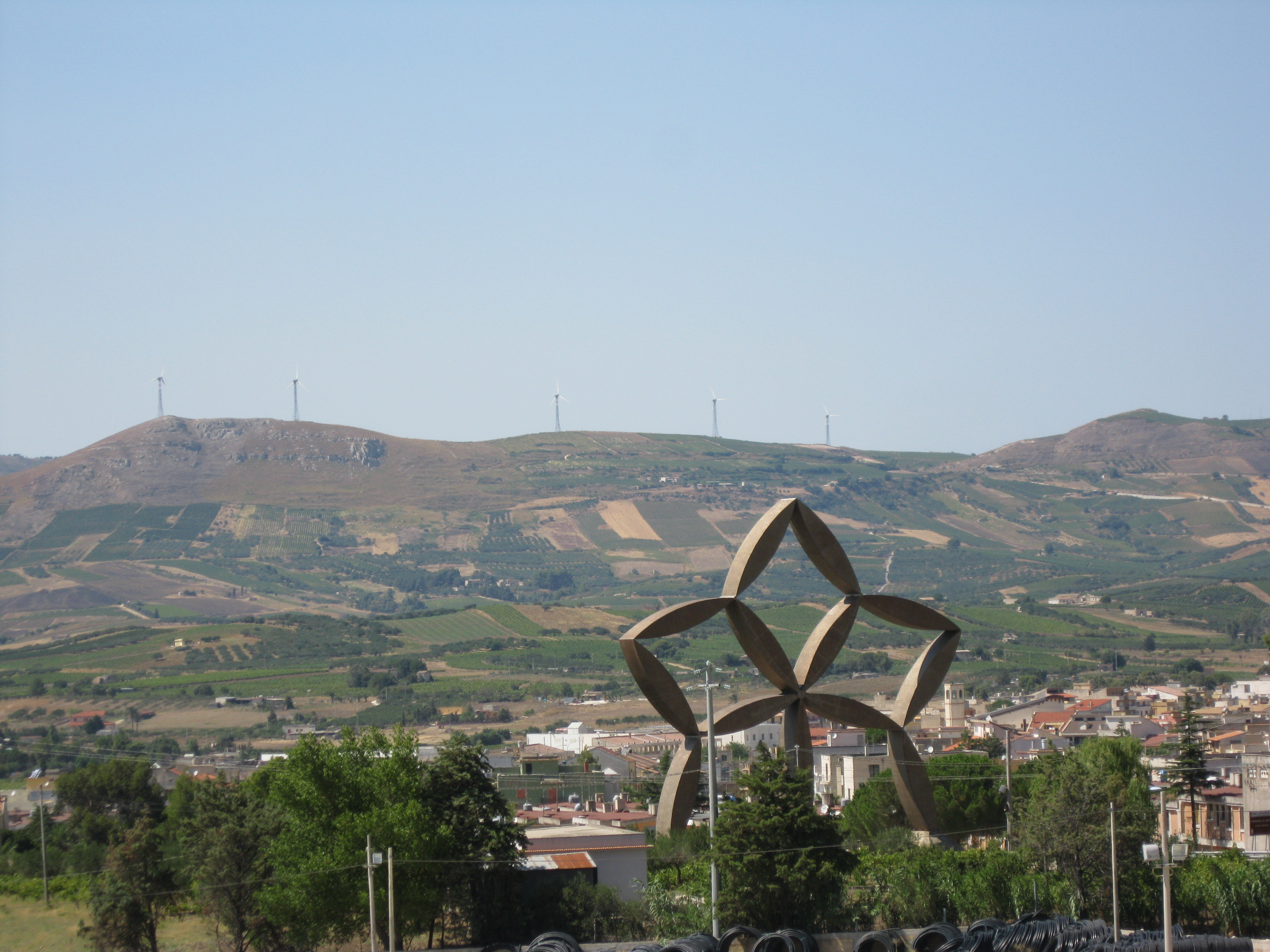
Porte du Belice, Gibellina.

Après négociations avec l’État, les autorités palermitaines obtiennent que la ville ne soit pas classée zone à risque sismique pour éviter que l'essor immobilier ne soit freiné par l'application des normes antisismiques de construction et d'urbanisation.
En 1979, les premières maisons sont livrées, mais les équipements structurants toujours absents, l’État laissant aux collectivités locales la conclusion des travaux, encore inachevés après 38 ans. La même année, Ludovico Corrao dans son article « L’arte non è superflua », réitère ses critiques sur le plan gouvernemental auquel il oppose un nécessaire renouveau culturel simultané à l'édification de maisons, et lance pour Gibellina un contre-projet basé sur l’art et l’architecture contemporaine, baptisé tour à tour utopie de la réalité, l’utopie concrète ou Gibellina la Nuova. Son utopia concreta fait de la vallée du Belice un terrain d'expérimentation dont Gibellina est une pièce maitresse dans la régénération d'une identité locale par l'art et de l'économie par l'attrait touristique qu'elle doit stimuler. La renaissance après la destruction évoque la longue histoire des événements géologiques de la Sicile à l'instar du Val di Noto devenu centre baroque après le séisme de 1693. Gibellina Nuova fait appel aux grands noms de l'art contemporain (Consagra, Pomodoro, Uncini et Paladino) pour renaitre selon un plan en forme de papillon.
La reconstruction de la vallée du Belice est jugée ratée par les Italiens, à cause de la lenteur et faute de moyens nécessaires. Le provisoire dure, une trentaine de familles sont encore logées dans des baraques provisoires à Menfi au printemps 2006, soit 38 ans après la catastrophe, et autant à Santa Margherita di Belice. La destruction des derniers baraquements provisoires, engagée à cette date, s'interrompt à cause de la présence de fibres d'amiante dans le ciment. Un barrage artificiel construit sur le Belice pour irriguer 28 000 hectares de terres, n'est à cette époque pas exploitable faute de réseau d'irrigation. Les élus locaux estiment alors qu'il manque 460 millions d'euros pour achever les habitations et 120 millions pour les infrastructures.